# Liu Gang
Liu Gang, 刘刚 en mandarí (Liaoyuan, Jilin, 30 de gener de 1961) és un informàtic, matemàtic i enginyer nord-americà d'origen xinès, reconegut pels seus treballs a les protestes de la plaça de Tian'anmen de 1989 i la programació lineal. Va rebre el títol de física a la Universitat de Ciència i Tecnologia de la Xina l'any 1982. El 1984 va estudiar un màster a la Universitat de Pequín, i el 1998 un màster en ciències de la computació a la Universitat de Colúmbia. El 1998 va ingressar a Laboratoris Bell de Citigroup i el 2004 a Morgan Stanley.